# Marion Delorme
Marion Delorme (1613 – Parigi, 1650) è stata una cortigiana francese nota per le sue relazioni con importanti personaggi dell'epoca e per le leggende sul suo conto, che hanno ispirato opere letterarie.

## Biografia
Marion Delorme nacque in una famiglia facoltosa: secondo alcune fonti a Baye, nella Marna, dal barone del luogo, secondo altri resoconti a Parigi o nel castello paterno nei pressi di Champaubert, figlia di Jean de Lou, sieur de l'Orme, tesoriere di Francia in Champagne, e di Marie Chastelain. Fu iniziata alla filosofia del piacere fisico dall'epicureo ateo Jacques Vallée Des Barreaux; lo lasciò presto a favore di Henri Coiffier de Ruzé, marchese di Cinq-Mars, favorito di Luigi XIII e, secondo quanto tramandato, riuscì a sposarlo in segreto. Iniziò poi a ospitare un salotto (salon) e fu introdotta alla vita da cortigiana.
Il salon di Delorme divenne uno dei più brillanti dell'alta società parigina con letterati e politici, ed era situato a Place Royale (in seguito Place des Vosges). Dopo l'esecuzione del marchese per tradimento, le sono stati attribuiti numerosi amanti e benefattori: il letterato Charles de Saint-Évremond, il duca di Buckingham George Villiers, Luigi II di Borbone-Condé e il cardinale Richelieu. Durante la Fronda parlamentare il suo salotto divenne un luogo d'incontro per i cospiratori nobili e borghesi, finché sarebbe improvvisamente morta quando il cardinale Mazzarino inviò degli ufficiali ad arrestarla. Le circostanze del suo decesso, e se sia davvero morta in quel frangente, sono ancora oggetto di dibattito. Infatti, secondo altre fonti, fu costretta a lasciare Place Royale e vivere in povertà.

## Leggenda
Sui suoi ultimi anni sono state ricamate significative leggende (cfr. Eugène de Mirecourt, Confessions de Marie Delorme, Parigi, 1856). Si diffuse la diceria che la sua morte fosse stata inscenata per permetterle di scappare. Per quanto sembrerebbe assodato che sia morta nel 1650, si riteneva che fosse vissuta fino al 1706 o addirittura al 1741, dopo aver vissuto fantastiche avventure, tra cui il matrimonio con un lord inglese e una vita da anziana in povertà a Parigi.

## Nella cultura di massa
Il suo nome è stato reso famoso da vari autori, in particolare Alfred de Vigny con il suo romanzo del 1826 Cinq-Mars, da  Victor Hugo nel dramma teatrale Marion Delorme, da Amilcare Ponchielli (Marion Delorme) e Giovanni Bottesini in due opere omonime, e da Camille Saint-Saëns nell'opera Cinq Mars.